# Остриженная
«Остриженная» или «Отрезанная коса» (др.-греч. Περικειρομένη) — комедия древнегреческого драматурга Менандра (IV—III века до н. э.), текст которой сохранился частично и был найден археологами в Афродитополе. Первая публикация состоялась в 1907 году.
Нет данных, с помощью которых можно было бы надёжно датировать пьесу. В ней упоминаются «беда коринфская» и длительная война, но речь может идти о событиях 315, 308, 304 или 303 года до н. э. Текст сохранился в составе трёх античных сборников — оксиринхского папируса (I—II века, стихи 976—1026), пергаментного кодекса Липсия (III век, стихи 467—527 и 568—627) и каирского папируса (V век, стихи 121—190, 261—406, 480—550, 708—725, 742—760). Таким образом, утрачены первые 120 стихов пьесы.
Сохранилось изображение одного из персонажей «Остриженной» — богини Неведения (по-видимому, это обрывок иллюстрированного издания пьес Менандра, относящегося ко II или III веку). На стенной росписи II века в жилом доме в Эфесе изображены Полемон, Гликера и, по-видимому, служанка Дорида.
Возможно сюжетное сходство «Остриженной» с двумя другими комедиями Менандра, которые носят похожие названия, — «Сжигаемая» и «Получающая пощёчину».